# كاتيا زيغول
كاتيا زيغول (باليونانية: Κάτια Ζυγούλη)‏ هي عارضة أزياء وممثلة يونانية.

## وصلات خارجية
- كاتيا زيغول على موقع IMDb (الإنجليزية)
- كاتيا زيغول على موقع دليل عارضات الأزياء (الإنجليزية)
- http://www.imgmodels.com/details.aspx?cityID=2&modelid=8510&agencyID=&from=&pic=106.jpg&hd=por&subid=2605&mainsubid=2605&catID=1&indx=6
- http://supermodels.nl/katiazygouli